# Frederico Rosa
Frederico Nobre Rosa eller bare Frederico (født 6. april 1957 i Castro Verde, Portugal, 17. februar 2019) var en portugisisk fodboldspiller (midterforsvarer).
Frederico spillede hele sin karriere i hjemlandet, heriblandt fire år hos Benfica i Lissabon og otte år hos Boavista i Porto. Med Benfica var han med til at vinde to portugisiske mesteskaber og tre pokaltitler. Han stoppede sin karriere i 1995, i en alder af 38 år.
Frederico spillede desuden 18 kampe og scorede fem mål for Portugals landshold. Han var med i landets trup til VM i 1986 i Frankrig, og spillede alle landets tre kampe i turneringen, hvor holdet blev slået ud efter det indledende gruppespil.

## Titler
Primeira Liga
- 1981 og 1983 med Benfica

Taça de Portugal
- 1980, 1981 og 1983 med Benfica

Portugals Supercup
- 1980 med Benfic